# Jody Reynolds
Jody Reynolds (født Ralph Joseph Reynolds 3. december 1932 i Denver, død 7. november 2008) var en amerikansk rock'n'roll/pop-sanger.

## Diskografi
- Endless sleep (1958)